# Suhopătni vojski na Bălgarija
Le Forze terrestri della Bulgaria (in bulgaro Сухопътни войски на България?, Suhopătni vojski na Bălgarija) sono la componente terrestre delle forze armate bulgare.  Le Forze Terrestri vennero istituite nel 1878, quando erano composte da milizie anti-ottomane (opǎlčenci) ed erano l'unica arma delle forze armate bulgare. Le forze terrestri sono amministrate dal Ministero della Difesa, precedentemente noto come Ministero della Guerra durante il Regno di Bulgaria.
Le Forze terrestri furono composte da coscritti durante la maggior parte della storia della Bulgaria. Durante la prima guerra mondiale, esse misero in campo più di un milione di soldati su una popolazione totale di circa quattro milioni di bulgari. La coscrizione di due anni fu obbligatoria durante il comunismo (1946-1990), ma il suo termine venne ridotto negli anni '90. La coscrizione per tutte le armi venne interrotta nel 2008; da allora, le Forze Terrestri sono una forza volontaria. Le truppe delle Forze Terrestri bulgare sono dispiegate in missioni di pace in Afghanistan, Bosnia ed Erzegovina e Kosovo.
Dal 2004, le Forze terrestri sono in un processo di ristrutturazione continua. Con la riforma più recente, le brigate vennero ridotte a reggimenti, mentre diverse guarnigioni e brigate vennero sciolte.

## Funzioni
Le Forze Terrestri sono funzionalmente divise in "Forze attive" e "Forze di riserva". Le loro funzioni principali includono la deterrenza, la difesa, il sostegno alla pace e la gestione delle crisi, le missioni umanitarie e di salvataggio, nonché le funzioni sociali all'interno della società bulgara.
Le forze attive hanno principalmente compiti di mantenimento della pace e difensivi e sono ulteriormente suddivise in forze di schieramento, forze di reazione immediata e forze di difesa principali. Le forze di riserva sono costituite da forze di potenziamento, forze di difesa territoriale e campi di addestramento. Si occupano della pianificazione e della preparazione dei riservisti, dello stoccaggio di armamenti ed attrezzature, dell'addestramento di formazioni per la rotazione delle forze attive o dell'aumento del personale.
Durante il tempo di pace le Forze Terrestri mantengono la disponibilità permanente al combattimento ed alla mobilitazione. Diventano parte di formazioni militari multinazionali in conformità con i trattati internazionali di cui la Bulgaria fa parte, partecipa alla preparazione della popolazione, all'economia nazionale e al mantenimento delle riserve di guerra e delle infrastrutture del paese per la sua difesa.
In tempi di crisi i compiti principali delle Forze Terrestri riguardano la partecipazione alle operazioni di contrasto alle attività terroriste ed alla difesa di strutture strategiche (come gli impianti d'energia nucleare e le principali strutture industriali), assistendo le forze di sicurezza nel prevenire la proliferazione di armi di distruzione di massa, il traffico illegale di armamenti ed il terrorismo internazionale. In caso di conflitto militare di bassa e media intensità le Forze attive che fanno parte delle Forze Terrestri partecipano allo svolgimento dei compiti iniziali per la difesa dell'integrità territoriale e della sovranità del Paese. In caso di conflitto militare ad alta intensità, le Forze terrestri, insieme all'Aeronautica e alla Marina, formano il gruppo di difesa delle forze armate bulgare che mira a contrastare l'aggressione e la tutela dell'integrità territoriale e della sovranità del paese.

## Storia
Il 22 luglio 1878 (10 luglio secondo il calendario gregoriano) un totale di 12 battaglioni di opălčenci, che avevano partecipato alla guerra di liberazione, formarono le forze armate bulgare. Secondo la Costituzione di Tărnovo, tutti gli uomini tra i 21 e i 40 anni di età erano idonei al servizio militare. Nel 1883 l'esercito venne riorganizzato in quattro brigate di fanteria (a Sofia, Pleven, Ruse e Šumen) e una brigata di cavalleria.

### Primi anni
L'unificazione bulgara del 1885 rese la Bulgaria il più grande stato balcanico in termini di territorio, cosa che scatenò immediatamente il dissenso in Serbia e in Grecia, che richiesero compensazioni territoriali. Mentre l'agitazione della parte greca si calmava, la Serbia - sostenuta dall'Austria-Ungheria - lanciò una campagna militare contro la Bulgaria. I serbi, prevedendo una rapida fine della guerra, subirono perdite e vennero respinti dalle truppe bulgare che all'epoca non avevano ufficiali di grado più alto dei capitani. A causa della sua politica militarista dell'epoca, la Bulgaria venne etichettata come una "Prussia balcanica".

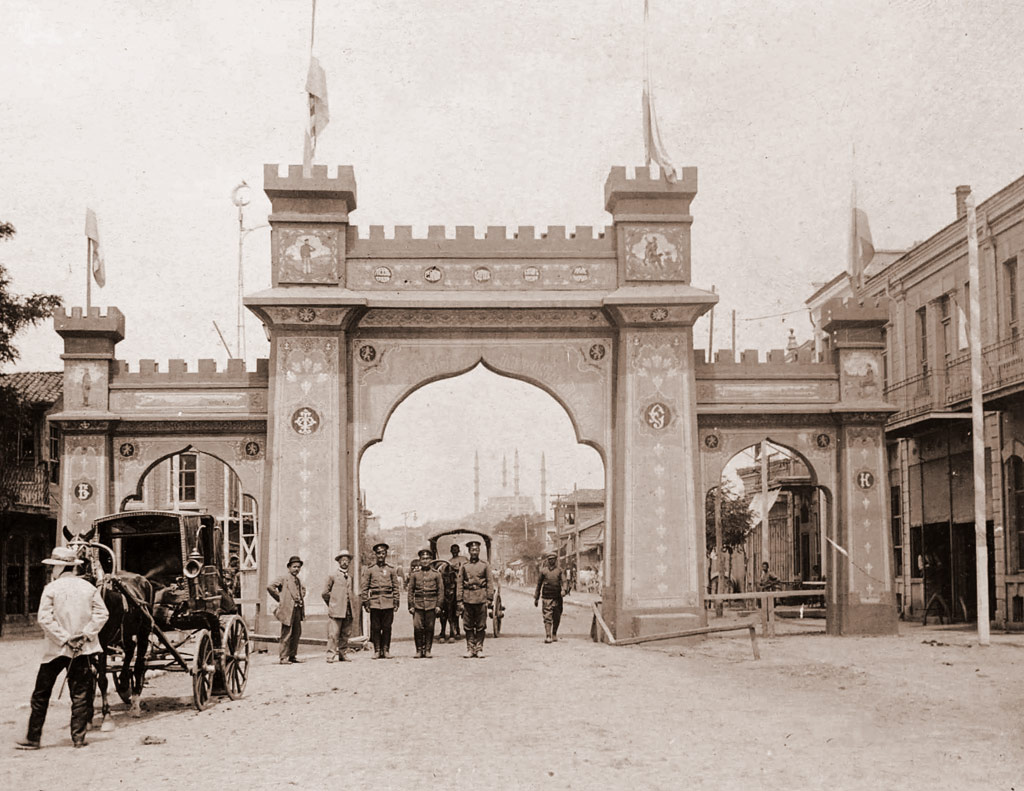
Un arco di trionfo ad Edirne innalzato in onore delle truppe bulgare che entravano nella città, 1913

All'inizio del 1900 l'instabilità nei Balcani continuò, mentre il crollo dell'Impero ottomano procedeva. Dopo una ribellione anti-ottomana in Macedonia e una sconfitta ottomana nella guerra italo-turca, Bulgaria, Grecia, Serbia e Montenegro risolsero le loro divergenze e formarono una coalizione contro l'Impero ottomano, nota come Lega Balcanica. Alla fine di settembre 1912, sia la Lega che l'Impero ottomano mobilitarono i loro eserciti. Il Montenegro fu il primo a dichiarare guerra, il 25 settembre. Gli altri tre stati, dopo aver emesso un impossibile ultimatum alla Sublime Porta il 13 ottobre, dichiararono guerra il 17 ottobre. La Bulgaria era militarmente il più potente dei quattro stati, con un esercito numeroso, ben addestrato e ben equipaggiato. La forza in tempo di pace di 60.000 uomini venne ampliata durante la guerra a 370.000 (più della metà del totale di 700.000 soldati della Lega), con quasi 600.000 uomini mobilitati in totale, su una popolazione di 4.300.000. L'esercito sul campo contava 9 divisioni di fanteria, 1 divisione di cavalleria e 1.116 unità di artiglieria. Le truppe bulgare segnarono una vittoria decisiva a Kirk Kilisse e conquistarono Adrianopoli dopo un prolungato assedio. Un corrispondente di guerra britannico dell'epoca paragonò la determinazione delle truppe bulgare a uccidere il loro nemico con quella dei giapponesi e dei gurkha.
La seconda guerra balcanica iniziò poco dopo la fine della prima. Una disputa tra Bulgaria, Serbia e Grecia sulla divisione della Macedonia spinse la leadership bulgara ad attaccare i suoi vicini. Le truppe bulgare erano ancora esaurite dalla prima guerra e la maggior parte delle forze bulgare erano schierate lungo il confine ottomano. Durante la guerra, la Bulgaria combatté contro tutti i suoi vicini, inclusa la Romania, che non aveva partecipato alla prima guerra. L'esercito bulgaro di 500.000 uomini affrontò un totale di 1.250.000 soldati nemici da tutte le parti. I problemi di approvvigionamento e coordinamento e il numero enorme di aggressori portarono alla fine della guerra in meno di due mesi.

### Le guerre mondiali

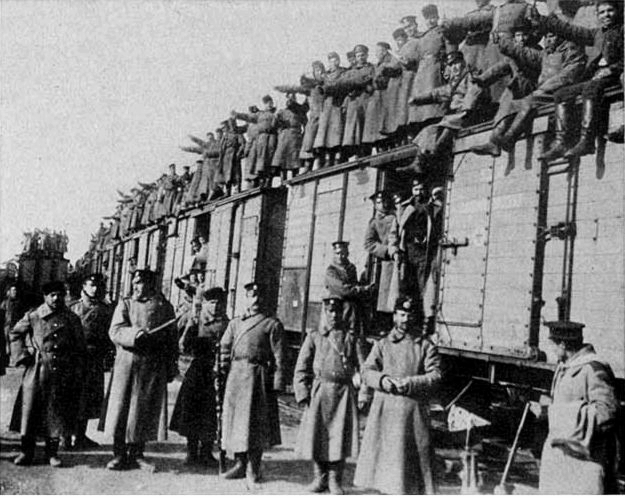
Soldati bulgari mobilitati partono per il fronte, 1915

L'esito delle guerre balcaniche ha suscitato un sentimento revanscista molto forte tra i bulgari. Nel 1915 la Germania promise di ripristinare i confini secondo il Trattato di Santo Stefano e la Bulgaria, che aveva il più grande esercito nei Balcani, dichiarò guerra alla Serbia nell'ottobre dello stesso anno. Nella prima guerra mondiale la Bulgaria affermò con decisione le proprie capacità militari. La seconda battaglia di Doiran, con il generale Vladimir Vazov come comandante, inflisse un duro colpo al numericamente superiore esercito britannico, che subì 12.000 vittime contro le 2.000 sul lato opposto. Un anno dopo, durante la terza battaglia di Doiran, il Regno Unito, sostenuto dalla Grecia, subì ancora una volta un'umiliante sconfitta, perdendo 3.155 uomini contro appena 500 per la parte bulgara. Anche la reputazione dell'esercito francese ne risentì gravemente. La battaglia del Muro Rosso fu segnata dalla sconfitta totale delle forze francesi, con 5.700 uomini su 6.000 uccisi. I 261 francesi sopravvissuti vennero catturati dai soldati bulgari. Su 4,5 milioni di abitanti, La Bulgaria mise in campo 1.200.000 uomini nel suo esercito. Anche questa vasta espansione dell'esercito non poteva salvare la Bulgaria dall'imminente sconfitta della sua patrona Germania. La svolta alleata a Dobro Pole e il successivo ammutinamento dei soldati a Vladaja interruppero completamente lo sforzo bellico nel 1918. La Bulgaria capitolò subito dopo questi eventi. Le vittime bulgare ammontano a 412.000 uomini, insieme a 253.000 rifugiati dai territori perduti.

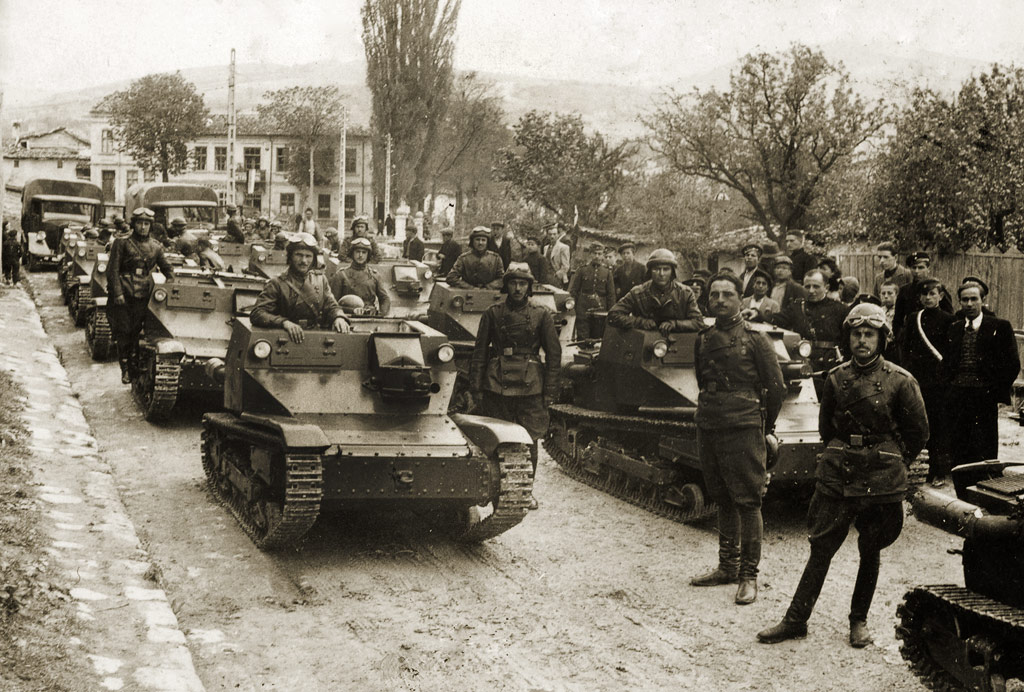
Unità di tankette CV-33 bulgari negli anni '30

Durante il periodo interbellico all'esercito bulgaro non fu permesso di avere aerei da combattimento o navi militari attive e le forze terrestri vennero ridotte a circa 20.000 uomini in tempo di pace. All'inizio degli anni '20 gli ufficiali dell'esercito parteciparono alle repressioni durante il regime Cankov come parte di gruppi paramilitari noti come špickomandi. Nel 1923 l'esercito, insieme alla milizia špickomandi e all'Organizzazione rivoluzionaria interna macedone (IMRO), represse violentemente la Rivolta di settembre di sinistra. Due anni dopo le truppe bulgare fermarono una breve invasione greca della Bulgaria sudoccidentale, nota come guerra del cane randagio. Verso la metà degli anni '30, l'esercito aveva iniziato un'espansione in violazione del Trattato di Neuilly, seguendo il modello di riarmo della Germania nazista. Durante questo periodo, il governo bulgaro acquistò aerei da combattimento dalla Germania e dalla Francia e carri armati leggeri dall'Italia.
Durante la seconda guerra mondiale, le truppe bulgare non parteciparono all'invasione della Jugoslavia e della Grecia, ma occuparono parti della Grecia settentrionale e della Macedonia jugoslava dopo che vennero conquistate dalla Germania. L'esercito fu lo strumento principale per imporre una politica di ricollocazione ed espulsione della popolazione greca locale nelle aree occupate. Alla fine del 1941, più di 100.000 greci erano stati espulsi dalla zona di occupazione bulgara. I crescenti attacchi da parte dei partigiani negli ultimi anni dell'occupazione provocarono una serie di esecuzioni e massacri di civili per rappresaglia. Nel 1944, un colpo di Stato di sinistra, appoggiato dall'Armata Rossa, rovesciò il governo filo-tedesco e installò un governo del Fronte Patriottico. Tutte le truppe bulgare attive vennero incorporate nel 3º Fronte ucraino sovietico e iniziarono a combattere i loro ex alleati tedeschi. La 1ª Armata bulgara prese parte alla campagna jugoslava. Durante l'operazione Frühlingserwachen, schierò 101.000 uomini. Alla fine di marzo 1945, la 1ª Armata guidò l'offensiva Nagykanizsa – Körmend. Dopo aver sconfitto le unità tedesche, i bulgari raggiunsero le Alpi austriache e il 13 maggio incontrarono l'8ª Armata britannica vicino a Klagenfurt. L'offensiva di Vienna fu una delle operazioni finali con la partecipazione bulgara durante la seconda guerra mondiale.

### La guerra fredda
Alla fine degli anni '40, le forze terrestri si stavano riorganizzando costantemente secondo il modello sovietico, parallelamente ai cambiamenti economici e politici del paese.
Nel 1955, tutte le armi dell'esercito bulgaro contavano 275.000 uomini. Le forze terrestri gestivano 800 carri armati e disponevano di un formidabile corpo d'artiglieria. Nel 1987, le forze terrestri erano organizzate in otto divisioni motorizzate e cinque brigate carri; dopo il 1987 anche le divisioni motorizzate vennero riorganizzate in brigate. A quel tempo tutte le unità terrestri gestivano 2.550 carri armati. Non c'erano forze sovietiche presenti nel paese.

## Struttura
- Comando Forze Terrestri, Sofia

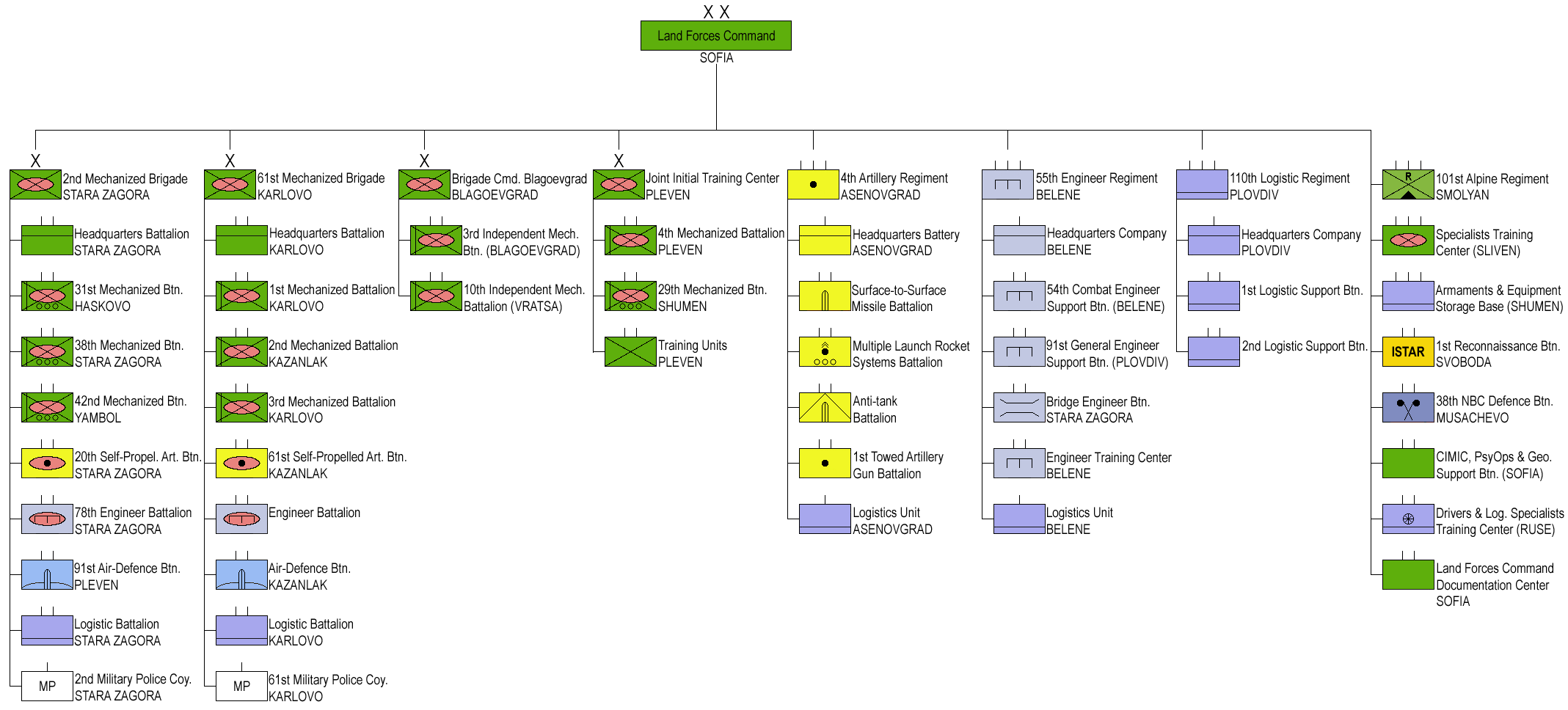
Struttura delle Forze terrestri bulgare (clicca per ingrandire)

Emblema della 61ª Brigata meccanizzata

Emblema del 110º Reggimento logistico

Emblema del 55º Reggimento del genio

  - 2ª Brigata meccanizzata, Stara Zagora
    - Battaglione comando, Stara Zagora
    - 31º Battaglione meccanizzato, Haskovo
    - 38º Battaglione meccanizzato, Stara Zagora
    - 42º Battaglione meccanizzato, Jambol
    - 20º Battaglione artiglieria semovente, Stara Zagora
    - 91º Battaglione missili terra-aria, Pleven
    - 78º Battaglione del genio, Stara Zagora
    - Battaglione logistico, Stara Zagora
    - 2ª Compagnia polizia militare, Stara Zagora

  - 61ª Brigata meccanizzata, Karlovo
    - Battaglione comando, Karlovo
    - 1º Battaglione meccanizzato, Karlovo
    - 2º Battaglione meccanizzato, Kazanlăk
    - 3º Battaglione meccanizzato, Karlovo
    - 61º Battaglione artiglieria semovente, Kazanlăk
    - Battaglione missili terra-aria, Kazanlăk
    - Battaglione del Genio
    - Battaglione logistico, Karlovo
    - 61ª Compagnia polizia militare, Karlovo

  - Brigata Commando Blagoevgrad[19]
    - 3º Battaglione meccanizzato indipendente, Blagoevgrad
    - 10º Battaglione meccanizzato indipendente, Vraca

  - Centro congiunto per l'addestramento iniziale (CCAI), Pleven[20]
    - 4º Battaglione meccanizzato, Pleven
    - 29º Battaglione meccanizzato, Šumen

  - 101º Reggimento alpino, Smoljan - la 68ª Brigata forze speciali è stata trasferita dalle Forze Terrestri al Capo della Difesa il 1º febbraio 2017.[21] Il 101º Battaglione da montagna si staccò da essa e mantenne il suo posto all'interno delle Forze Terrestri per diventare la loro unità operativa speciale con un aggiornamento al reggimento.[22]
  - 4º Reggimento artiglieria, Asenovgrad
    - Batteria comando, Asenovgrad
    - 1º Battaglione artiglieria
    - Battaglione missili tattici terra-terra
    - Battaglione lanciarazzi multipli
    - Battaglione anticarro
    - Unità logistica, Asenovgrad

  - 55º Reggimento del Genio, Belene
    - Compagnia comando, Belene
    - 54º Battaglione supporto al combattimento del Genio, Belene
    - 91º Battaglione supporto generale del Genio, Plovdiv
    - Battaglione costruzione ponti del Genio, Stara Zagora
    - Centro d'addestramento del Genio, Belene
    - Unità logistica, Belene

  - 110º Reggimento logistico, Plovdiv
    - Compagnia comando, Plovdiv
    - 1º Battaglione supporto logistico, distaccato pressi i gruppi da battaglia della 61ª BtaMecc
    - 2º Battaglione supporto logistico, distaccato pressi i gruppi da battaglia della 61ª BtaMecc
    - altri battaglioni di supporto (unità di riparazione, rifornimento e di stoccaggio)

  - 1º Battaglione ricognizione (ISTAR), Svoboda
  - 38º Battaglione difesa NBC, Musačevo
  - Battaglione di supporto CIMIC, OpPsic & geografico, Sofia
  - Centro di supporto documentazione comando Forze Terrestri, Sofia
  - Centro d'addestramento basico, Pleven
  - Centro d'addestramento specialisti, Sliven
    - Centro d'addestramento per autisti e specialisti della logistica, Ruse[23]

  - Campo d'addestramento Forze Terrestri "Koren"

La 61ª Brigata meccanizzata è destinata al dispiegamento con il NATO Rapid Deployment Corps greco per esercitazioni, emergenze e per azioni lungo le linee della NATO. Per questo motivo il corpo ha un maggior generale bulgaro come vice comandante. Oltre ai suoi compiti d'addestramento, il Centro d'addestramento specialisti, a Sliven, che era l'ex 13ª Brigata carri, è la struttura di stoccaggio della riserva operativa di 160 carri armati T-72M1 e molti altri veicoli corazzati. Il piano per le brigate meccanizzate è che ciascuna di esse abbia tre gruppi tattici di battaglione. Sebbene i primi tre gruppi tattici del battaglione siano già formati, il Ministero della Difesa ha rivelato pochissime informazioni sulla loro struttura effettiva. Quel poco che si sa è che ognuno di loro avrà tre compagnie di fucilieri e supporto integrale per il fuoco ed il Genio (incluso lo smaltimento dell'EOD). Inoltre, secondo il principio dell'azione modulare, la struttura è ottimizzata per integrare facilmente unità di supporto aggiuntive adatte alla missione effettiva, come carri armati, artiglieria semovente, unità di difesa aerea missilistica semovente, forze speciali, Genio pesante, CIMIC, ecc. I piani di emergenza prevedono che una delle brigate sarà completamente pronta a dispiegarsi interamente per le operazioni all'estero, mentre l'altra, insieme al nuovo reggimento di fanteria da montagna, assume la missione fondamentale delle forze armate di difendere l'integrità territoriale del paese.